# Přijímání na ruku
Přijímání na ruku je způsob svatého přijímání, při němž věřící přijme proměněnou hostii na rozevřené, přes sebe položené dlaně a poté si ji sám vloží do úst. V římskokatolické církvi lze tento mimořádný způsob praktikovat jen v případě, že Kongregace pro bohoslužbu a svátosti udělí indult k jeho používání pro určitý stát (na základě žádosti příslušné biskupské konference) a místní ordinář (typicky diecézní biskup) připustí jeho využití.
Přijímání na ruku vzbuzuje odpor zejména ze strany katolických tradicionalistů, kteří tento způsob považují za nevhodný, nedůstojný a riskantní z hlediska znesvěcení proměněné hostie či jejích částeček. Naopak jeho příznivci argumentují, že takto se přijímalo už v prvotní církvi. Tento způsob přijímání byl doporučován během pandemie covidu-19.
Protestantské církve používají tento způsob přijímání už od 16. století, anglikáni od roku 1552, kdy bylo vydáno definitivní znění Knihy společných modliteb. V římskokatolické církvi se objevil až na začátku 60. let 20. století v Nizozemsku, a to v rozporu s tehdy platným kanonickým právem, a následně se rozšířil i v Belgii, Německu a Francii.
Dne 29. května 1969 vydala Kongregace pro bohoslužbu z pověření papeže Pavla VI. instrukci Memoriale Domini, ve které sice prohlásila za standardní přijímat do úst, avšak současně zavedla možnost udělit indult umožňující přijímání na ruku, jestliže se příslušná biskupská konference dvoutřetinovou většinou svých členů v tajném hlasování rozhodne požádat o jeho udělení. Indult ovšem není povolením pro věřící ani odobřením, že jde o žádoucí způsob přijímání, ale povolením pro duchovní přijímání na ruku tolerovat. I když je pro nějaký stát udělen, je plně v pravomoci místních ordinářů (typicky diecézních biskupů) odmítnout ho pro svou diecézi jako nevhodný a nepotřebný – podobné případy se už vyskytly, např. Juan Rodolfo Laise, biskup ze San Luís (Argentina), je zakázal pro celou diecézi a kardinál Caffarra, arcibiskup boloňský (Itálie), je zakázal pro část své arcidiecéze.
Dosud byl indult umožňující přijímat na ruku udělen například pro tyto státy a území:
- Belgie – 31. května 1969
- Francie a Německo – 6. června 1969
- Čad a Nizozemsko – 18. září 1969
- Alžírsko, Maroko, Tunisko, Švédsko, Norsko, Finsko, Dánsko, Island, Uruguay, Lucembursko a Bolívie – 15. října 1969
- Monako – 31. října 1969
- Jihozápadní Afrika, Jihoafrická republika, Lesotho, Botswana a Svazijsko – 3. února 1970
- Kanada – 12. února 1970
- Rakousko – 18. února 1970
- Džibutsko – 6. března 1970
- kingstonská arcidiecéze na Jamajce – 12. března 1970
- Japonsko – 27. června 1970
- Horní Volta a Niger – 20. února 1971
- Indonésie – 27. března 1971
- Paraguay – 27. září 1971
- Zimbabwe – 2. října 1971
- Madagaskar – 2. května 1972
- Mosambik – 17. října 1972
- Panama – 23. května 1973
- Chile – 22. června 1973
- Kostarika – 6. září 1973
- Angola – 12. září 1973
- Jižní Korea – 22. ledna 1974
- Zambie – 11. března 1974
- Nový Zéland – 24. dubna 1974
- Mali – 4. července 1974
- Skotsko – 3. února 1975
- Brazílie – 5. března 1975
- Peru – 8. března 1975
- Portugalsko – 11. července 1975
- Austrálie – 26. září 1975
- země zastoupené v Biskupské konferenci Tichomoří – 15. prosince 1975
- Španělsko – 12. února 1976
- Anglie a Wales – 6. března 1976
- Papua Nová Guinea – 28. dubna 1976
- Irsko – 4. září 1976
- Mexiko – 24. září 1976
- Pákistán – 29. října 1976
- Spojené státy americké – 17. června 1977
- Skotsko – 7. července 1977
- Gibraltar – 11. srpna 1977
- Malajsie a Singapur – 3. října 1977
- Kuba – 9. března 1978
- Turecko – 21. září 1978
- Zair – 10. července 1979
- Dominikánská republika, Keňa a indický stát Urísa – 5. března 1985
- bengálsky hovořící oblasti Indie – 5. září 1985
- Malta – 11. listopadu 1985
- Peru – 9. ledna 1986
- Salvador – 5. září 1986
- Čína a Tchaj-wan – 29. května 1987
- oblast Ágry v Indii – 16. června 1987
- Honduras – 14. července 1988
- Itálie – 14. července 1989
- Severovýchodní Indie – 12. června 1992
- Argentina – 1996
- indické státy Karnátaka a Tamilnádu, římský ritus – 13. července 1996
- Česko – 14. října 1997 (s platností od první neděle postní roku 1998)
- indický stát Kérala, římský ritus – 21. října 1997
- indický stát Ándhrapradéš, římský ritus – 2. července 1998